# Gwizdacze
Gwizdacze (Eopsaltriinae) – podrodzina ptaków z rodziny skalinkowatych (Petroicidae).

## Zasięg występowania
Podrodzina obejmuje gatunki występujące w Australii, na Tasmanii, Nowej Gwinei i sąsiednich wyspach.

## Systematyka
Do podrodziny należą następujące rodzaje:
- Plesiodryas Mathews, 1920 – jedynym przedstawicielem jest Plesiodryas albonotata (Salvadori, 1875) – gwizdacz czarnogardły
- Poecilodryas Gould, 1865
- Heteromyias Sharpe, 1879
- Gennaeodryas Mathews, 1920 – jedynym przedstawicielem jest Gennaeodryas placens (E.P. Ramsay, 1879) – gwizdacz przepasany
- Eopsaltria Swainson, 1832
- Quoyornis Mathews, 1912 – jedynym przedstawicielem jest Quoyornis georgianus (Quoy & Gaimard, 1830) – gwizdacz białopierśny
- Tregellasia Mathews, 1912
- Melanodryas Gould, 1865
- Peneothello Mathews, 1920